# 何塞·塞拉托
何塞·塞拉托（西班牙語：José Serrato；1868年9月30日—1960年9月7日），烏拉圭政治人物，1923年至1927年擔任烏拉圭總統。他是烏拉圭史上最長壽的總統。